# Cula Drugănescu
Cula Drugănescu este situată în satul Retevoiești, comuna Pietroșani, județul Argeș, în incinta ansamblului Drugănescu. Cula din Retevoiești este o casă fortificată istorică situată în satul Retevoiești, comuna Pietroșani, județul Argeș, România, având cod LMI AG-II-a-B-13777. Construită în 1822, imediat după revoluția lui Tudor Vladimirescu, de căminarul Gheorghe Drugănescu, care a ocupat funcția de ispravnic al județului Muscel, cula a servit atât ca reședință, cât și ca structură defensivă într-o perioadă de agitație în regiune.
Constructorul Culei Drugănescu a fost zidarul Gheorghe Ghinea din Vâlsănești împreună cu ceata lui de zidari. Ei au zidit și Biserica Sfânta Treime din Retevoiești între anii 1795-1796.

## Context istoric
Construită la începutul secolului al XIX-lea, cula a fost un răspuns la vremurile tumultoase de după ocupația otomană. Designul său fortificat, caracterizat prin ziduri groase, ferestre mici și o locație strategică, era destinat să ofere protecție împotriva potențialelor amenințări, inclusiv bandiți și forțe invadatoare. Alegerea locației, lângă râul Doamnei, a îmbunătățit și capacitățile sale defensive.
După prinderea prin vicleșug a Domnului Tudor în conacul Goleștilor și după neorânduiala ce a urmat în țară prin venirea cu gând prădalnic a turcilor, căminarul Gheorghe Drugănescu se hotărî să înalțe la Retevoiești, o culă în care să se simtă mai apărat de vântul pustiirii decât în conacul său de la Drugăneștii Ilfovului, croit după chipul și asemănarea frumoaselor palate brâncovenești de la Mogoșoaia și Potlogi.

Așa se face că, la leat 1822, când noua sa casă își prindea, pe coama acoperișului, un pui de brad și o ploscă plină cu țuică pentru meșteri - semn că lucrarea se sfârșise - așază, deasupra ușii de la intrare, o pisanie din piatră pe care înseamnă cu litere chirilice, ca să se știe că 
„Această culă s-a făcut de căminar Gheorghe Drugănescu: leat 1822”
.

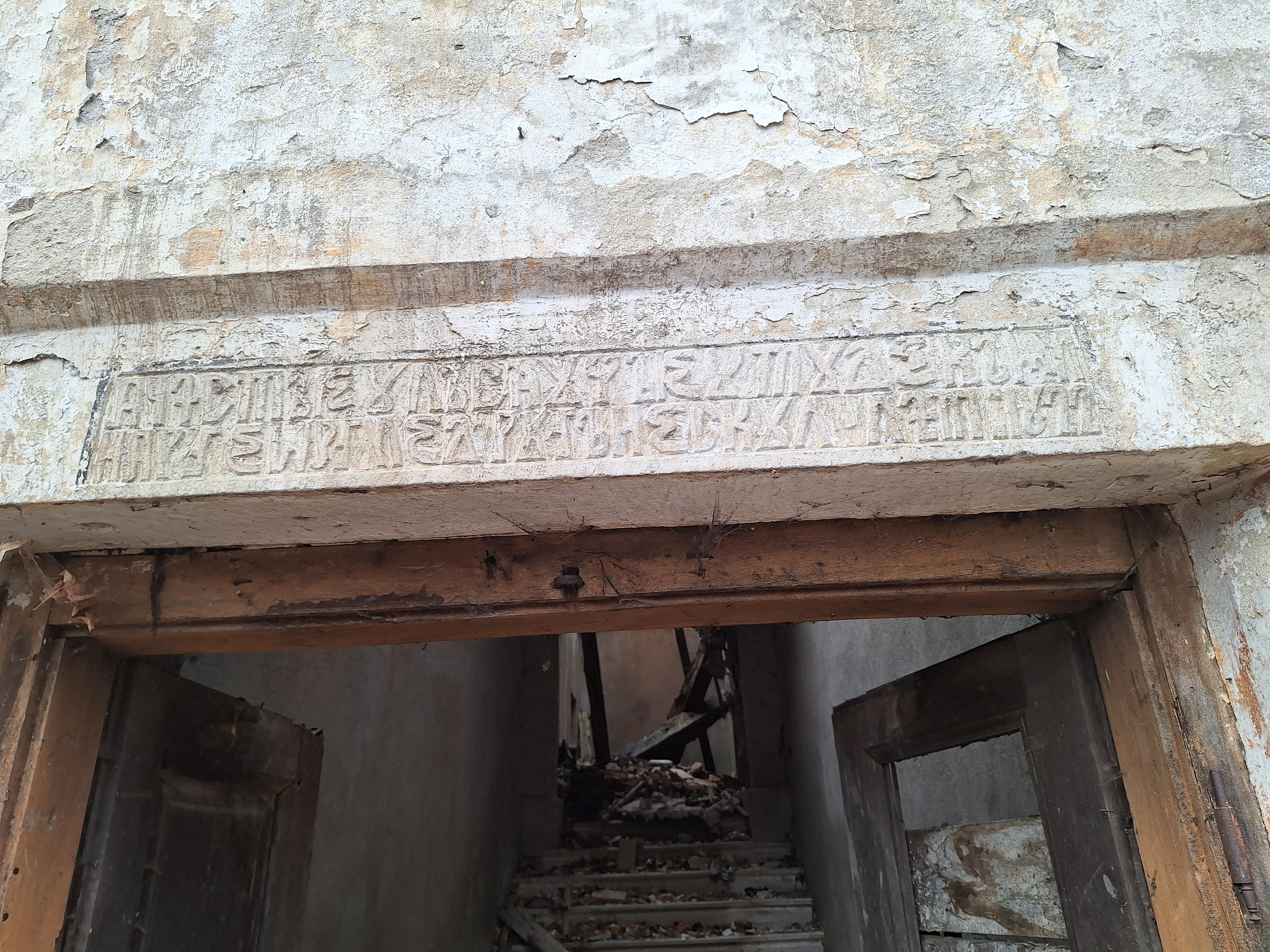
Cula Drugănescu 2024 - Pisania de deasupra ușii

## Caracteristici arhitecturale
Cula este o clădire cu trei etaje cu un plan pătrat, tipic pentru structurile fortificate ale vremii. Construcția sa a folosit o combinație de cărămidă, piatră și lemn, asigurându-i durabilitatea și rezistența. Caracteristici notabile includ:
- Fortificații: Zidurile groase, ferestrele mici și poarta fortificată a culei erau concepute pentru a rezista atacurilor.
- Amenajare interioară: Interiorul era împărțit în numeroase camere, inclusiv spații de locuit, o pivniță și un pod. Prezența unei pivnițe sugerează utilizarea sa pentru depozitarea alimentelor și a altor bunuri de valoare.
- Decorațiuni: Cula era decorată cu fresce, reprezentând scene din viața de zi cu zi și evenimente istorice, reflectând sensibilitățile artistice ale vremii. Scenele pictate portretizau si scena de vânătoare, în care un drac smolit zdravăn țintește o căprioară.

## Descriere
Clădirea a fost o casă de locuit, care în timp a avut mai multe întrebuințări, construită pe trei nivele - parter, etaj I și etaj II; având baza (temelia), sub forma de pătrat.
Lungimea e de 10,45 m, lățimea de 10,45 m, înălțimea de 8,60 m și suprafața de 120 m². Cu magazia de la nord care este lipită de clădire, încă de la construcția clădirii, și care are o lungime de 4,50 m, lățimea de 2,40 m și înălțimea de 8 m.
În total, această clădire are 8 camere de locuit, o cămară, două coridoare, două scări și un beci, care împărțite pe poziția (locul) unde se găsesc, revin astfel:
- Beciul este acoperit cu bolți cilindrice.
- La parter, în partea de sud, la intrarea pe ușă, sunt două camere de locuit a câte 4x4 m fiecare, situate una în dreapta și alta în stânga scării de la intrare care merge la etajul 1. În partea de miazănoapte a parterului, se găsește beciul, care are dimensiunile de 10x5 m și care ocupă mai mult de jumătate din parterul clădirii.
- La etajul I, se găsesc două camere în partea de apus a clădirii, un antreu cu scara care vine de la parter și un alt antreu cu scara care merge de la etajul I la etajul II. Între coridoarele scărilor, se găsește un coridor de 1,25 m lățime, pe unde se ajunge sub scara a II-a, unde este un loc liber, o cămară.

Din coridorul acesta de la etajul I, care se găsește între aceste două scări, se mai poate pătrunde în clădirea anexă care se găsește în partea de nord a clădirii.
- La etajul II, se găsesc două camere și o cămară locuibile în partea de apus a clădirii, un coridor la mijloc cu direcția sud spre nord pentru a intra în clădirea anexă de la nord și o cameră în partea de răsărit a coridorului.

Din această cameră, pe o scară fixă de lemn se poate urca în podul clădirii.
În camera care se găsește în clădirea anexă de la nord, se obișnuia de către proprietar, sau de către arendașul moșiei, să închidă sătenii care nu erau pe placul proprietarului sau al arendașului moșiei din acele timpuri.
Ferestrele culei au fost mărite. Gurile de tragere se mai păstrează, la toate nivelurile, pe fațada cu accesul în beci. Deasupra accesului principal în culă se află o pisanie săpată în piatră. Un element decorativ particular îl constituia friza pictată de la partea superioară a clădirii, din care se mai păstrează doar o mică porțiune.

## Proprietatea și utilizarea
De-a lungul anilor, cula a fost deținută de diverse familii: Drugănescu, Zinca Grecov, Nicolae Laptev și Alexandru Carcaleteanu. Utilizarea sa s-a schimbat de-a lungul timpului. Inițial servind ca reședință fortificată, a funcționat și ca centru comunitar și muzeu.
La 6 iunie 1832, cula este lăsată moștenire de către Marioara Drugănescu fiicei sale, Zinca Drugănescu (măritată Zinca Grecov).
Cula Retevoiești a aparținut, în perioada anilor 1862 și 1884, lui Nicolae Laptev. Fiul acestuia, Eugeniu Laptev, a licitat-o, în anul 1884, bancherului Jianu, care a oferit-o ca zestre fiicei sale, Ecaterina, căsătorită cu colonelul Alexandru Cărcăleteanu.
În anul 1949, Cula Retevoiești a fost naționalizată de către autoritățile comuniste.
Deși a fost restaurată în anii 1965-1966, prin preocuparea Comitetului pentru cultură și educație socialistă Argeș, spațiul culei fiind destinat, în anul 1970, organizării, de către învățătorul Vasile Popescu, a unei expoziții permanente de istorie și etnografie locală, construcția s-a deteriorat considerabil din cauza seismelor anilor 1977 și 1986, consolidarea edificiului devenind de o stringentă actualitate. O primă consecință a degradării accentuate a construcției a constituit-o evacuarea, în anul 1988, a pieselor expuse în interesantul „Muzeu sătesc de istorie și etnografie Retevoiești”, obiectivul devenind inaccesibil vizitatorilor, pentru a nu se periclita siguranța acestora în culă.

## Starea în care se află
Cu toate că această clădire a fost de mare ajutor în decursul anilor prin numeroasele întrebuințări pe care le-a avut, conducătorii care s-au perindat de-a lungul timpului au avut grijă numai să o folosească, fără a se îngriji așa cum trebuia de buna păstrare a acesteia.
Cula Drugănescu a fost, este și va fi un simbol al zonei, un simbol care evidențiază un trecut glorios, o moștenire scumpă pentru sătenii noștri, o moștenire scumpă rămasă de la străbunii lor care au lucrat-o, căutând să pună toată priceperea lor pentru a o desăvârși mai bine din toate punctele de vedere. 
Din păcate, în prezent (2024) Cula din Retevoiești este văzută mai mult ca o povară pentru cei din fruntea obștii, iar în loc să facă demersurile necesare pentru a o pune în siguranță și pentru a o revendinca așa cum s-a  întâmplat cu multe alte astfel de clădiri, au hotărât să o lase să se prăpădească, interesul fiind să se degradeze cât mai repede. 
Dacă această clădire, monument de arhitectură ar fi reparată și amenajată într-o casă de cultură în care pe lângă cărţile de lectură s-ar putea forma un muzeu separat, să se expună toate
obiectele vechi din trecutul omenirii, obiecte ce se găsesc din abundentă pe teritoriul satului și al comunei, conducătorii ar da dovadă de buni gospodari, care se îngrijesc să păstreze toate lucrurile moștenite din moși strămoși, nu numai să construiască altele noi.
Mai există însă o speranța că nu este totul pierdut și că aceste decizii condamnabile se vor schimba. Este necesară o intervenție cât mai rapidă pentru a nu pierde această comoară și să nu rămânem pentru totdeauna cu regretul că nepăsarea ne-a doborât. 

## Semnificație
Cula din Retevoiești are o valoare istorică și culturală semnificativă. Ca unul dintre puținele exemple supraviețuitoare de case fortificate din regiune, oferă o legătură tangibilă cu trecutul. Stilul său arhitectural și tehnicile de construcție reflectă tradițiile de construcție ale secolului al XIX-lea. Mai mult, cula servește ca o amintire a provocărilor cu care s-au confruntat comunitățile locale într-o perioadă de schimbări sociale și politice semnificative.

## Concluzii
Cula din Retevoiești este o mărturie a rezilienței și ingeniozității constructorilor săi. Ca monument istoric, oferă perspective valoroase asupra vieții nobilimii românești și a stilurilor arhitecturale ale secolului al XIX-lea. Eforturile de conservare și protejare a acestui patrimoniu cultural sunt esențiale pentru a asigura ca generațiile viitoare să poată aprecia semnificația sa.

## Imagini

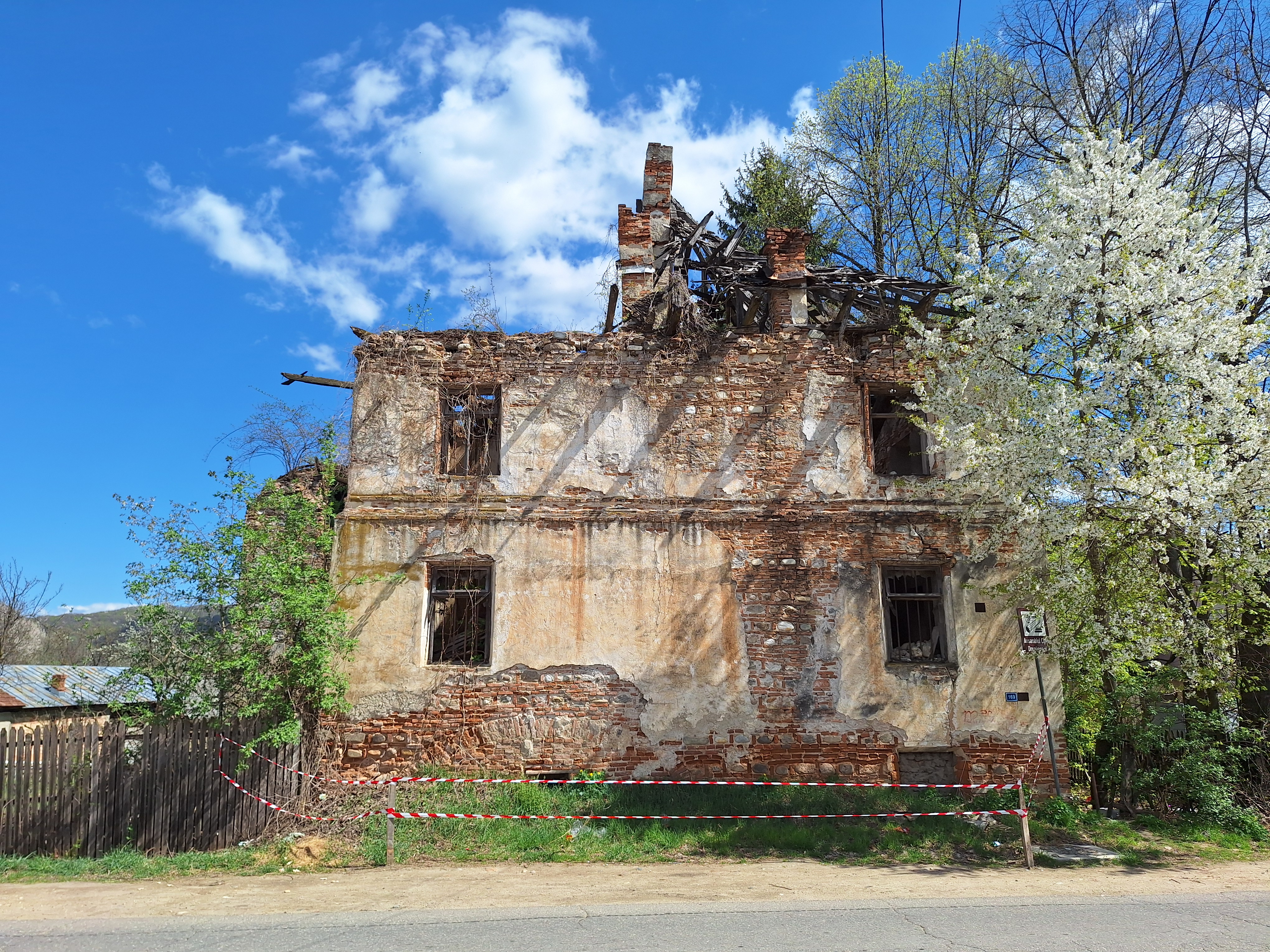
Cula Drugănescu 2024 - Fațada vestică
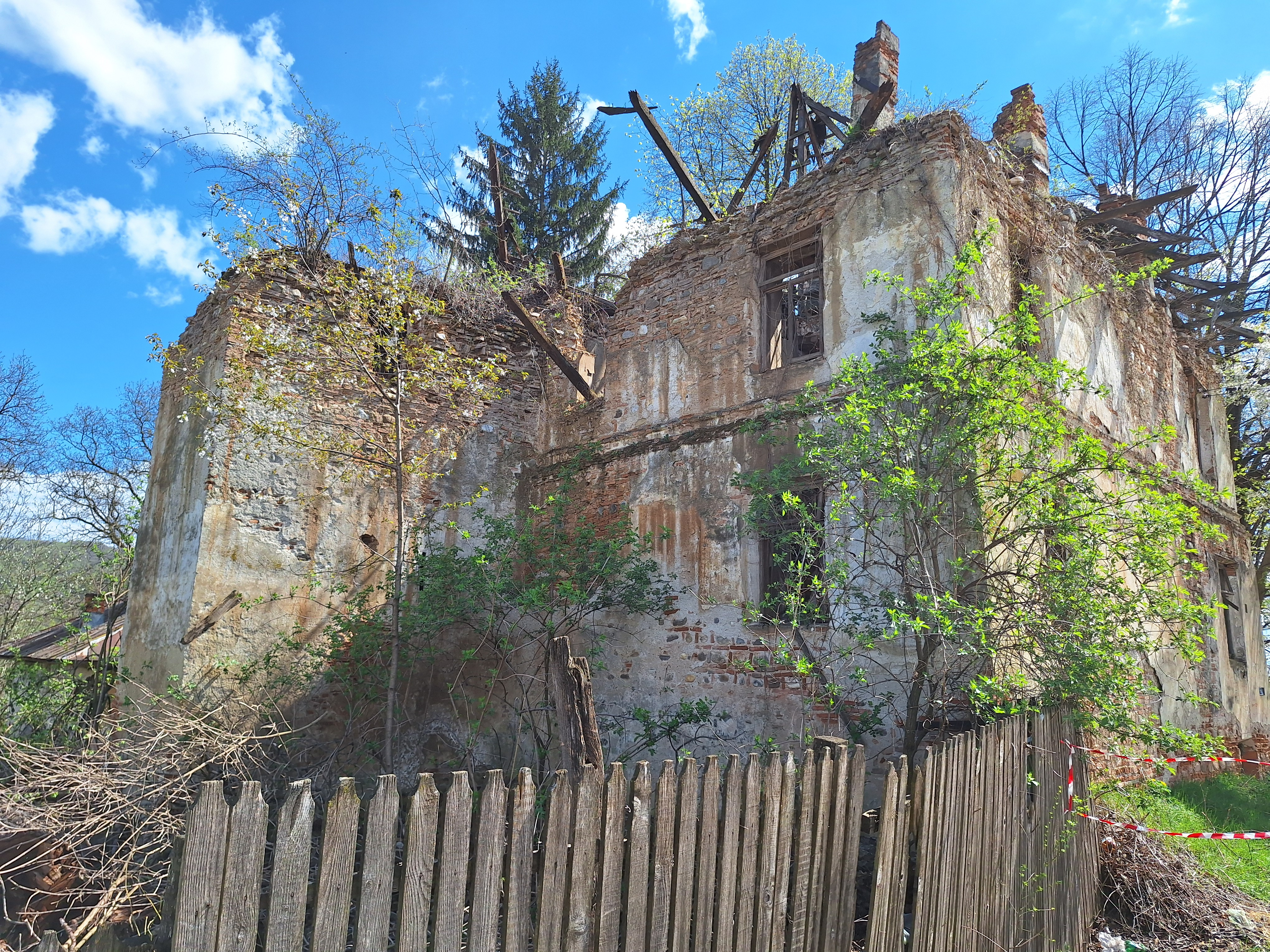
Cula Drugănescu 2024 - Fațada nordică
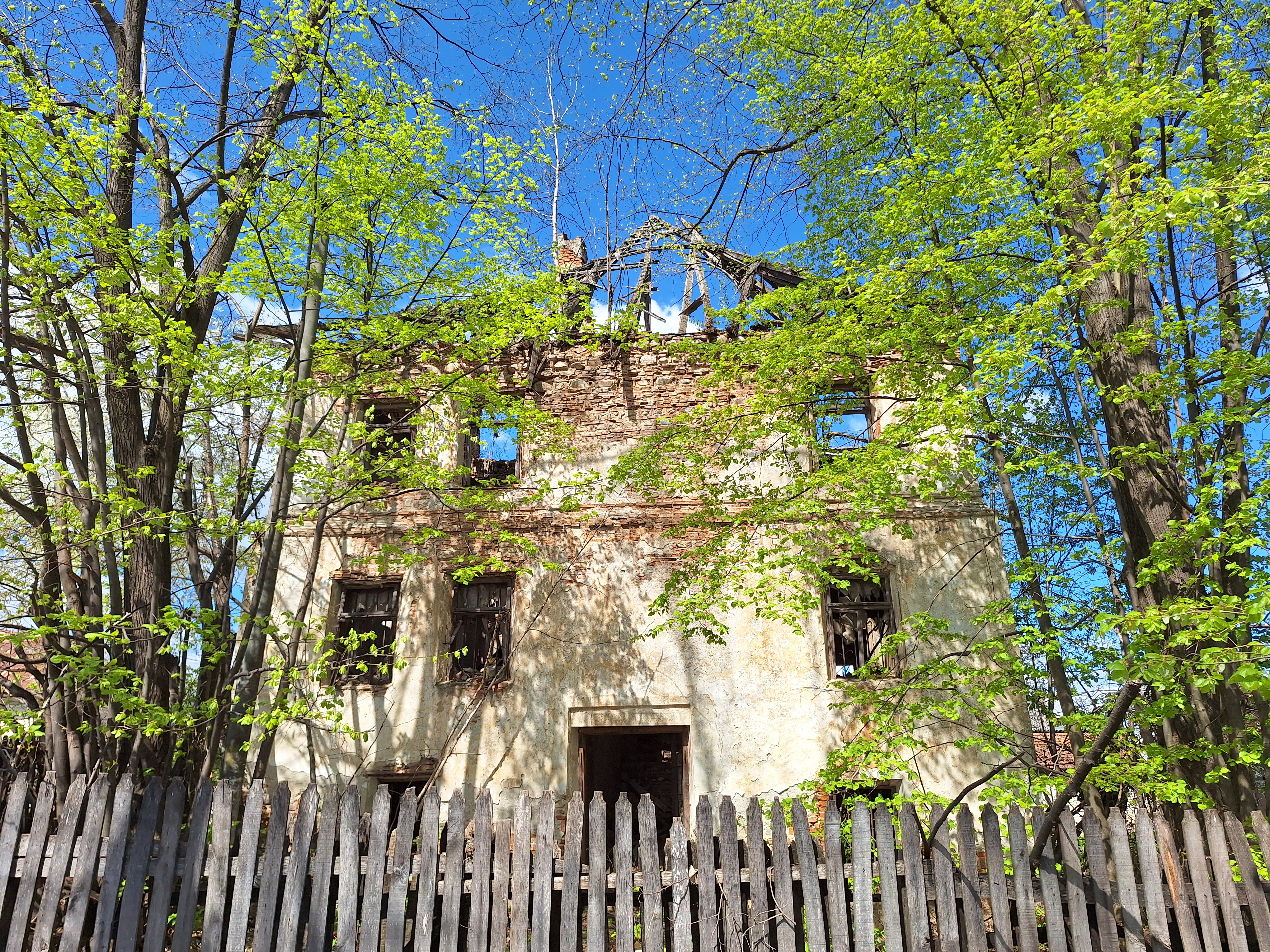
Cula Drugănescu 2024 - Fațada sudică
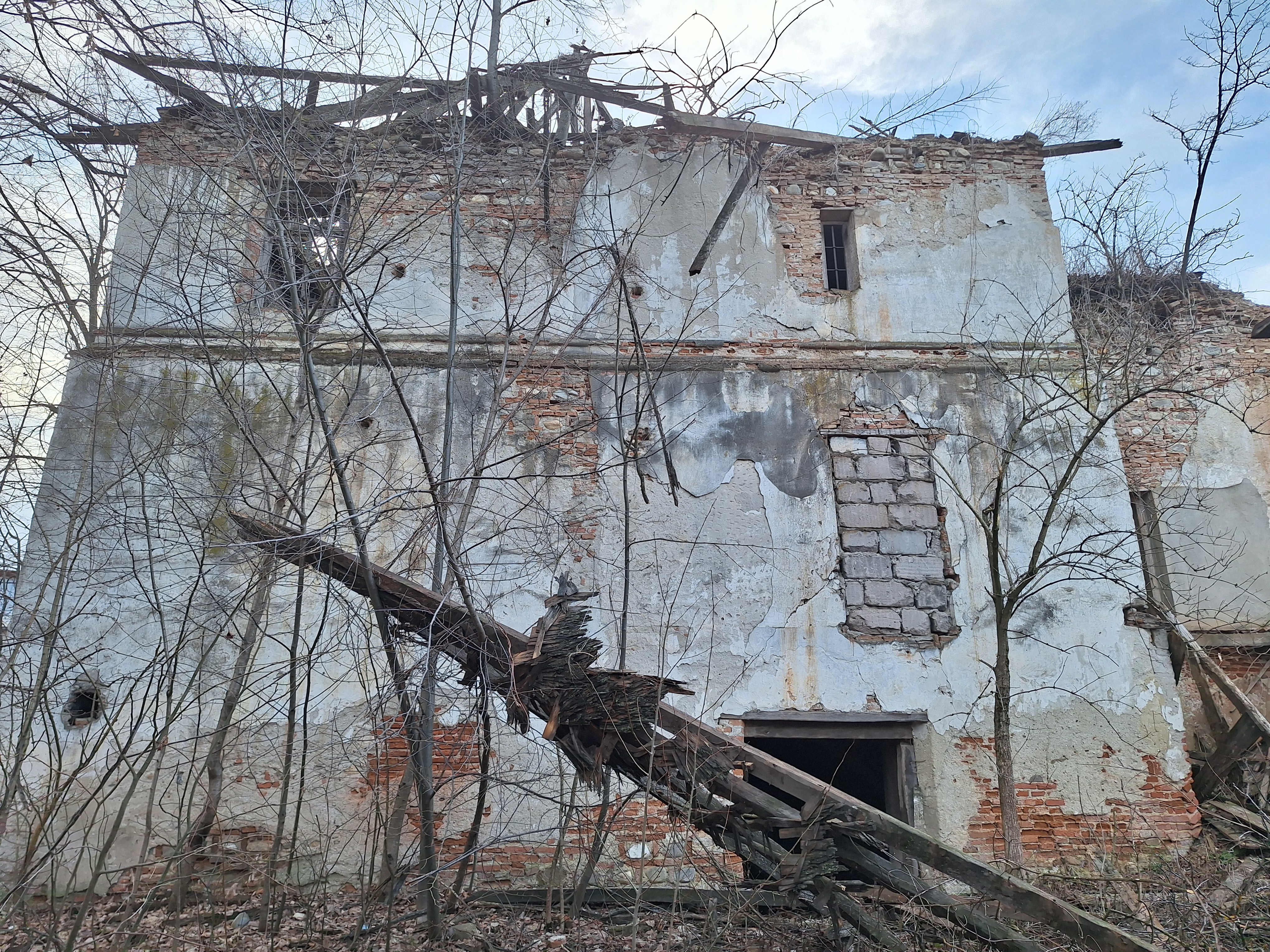
Cula Drugănescu 2024 - Fațada estică
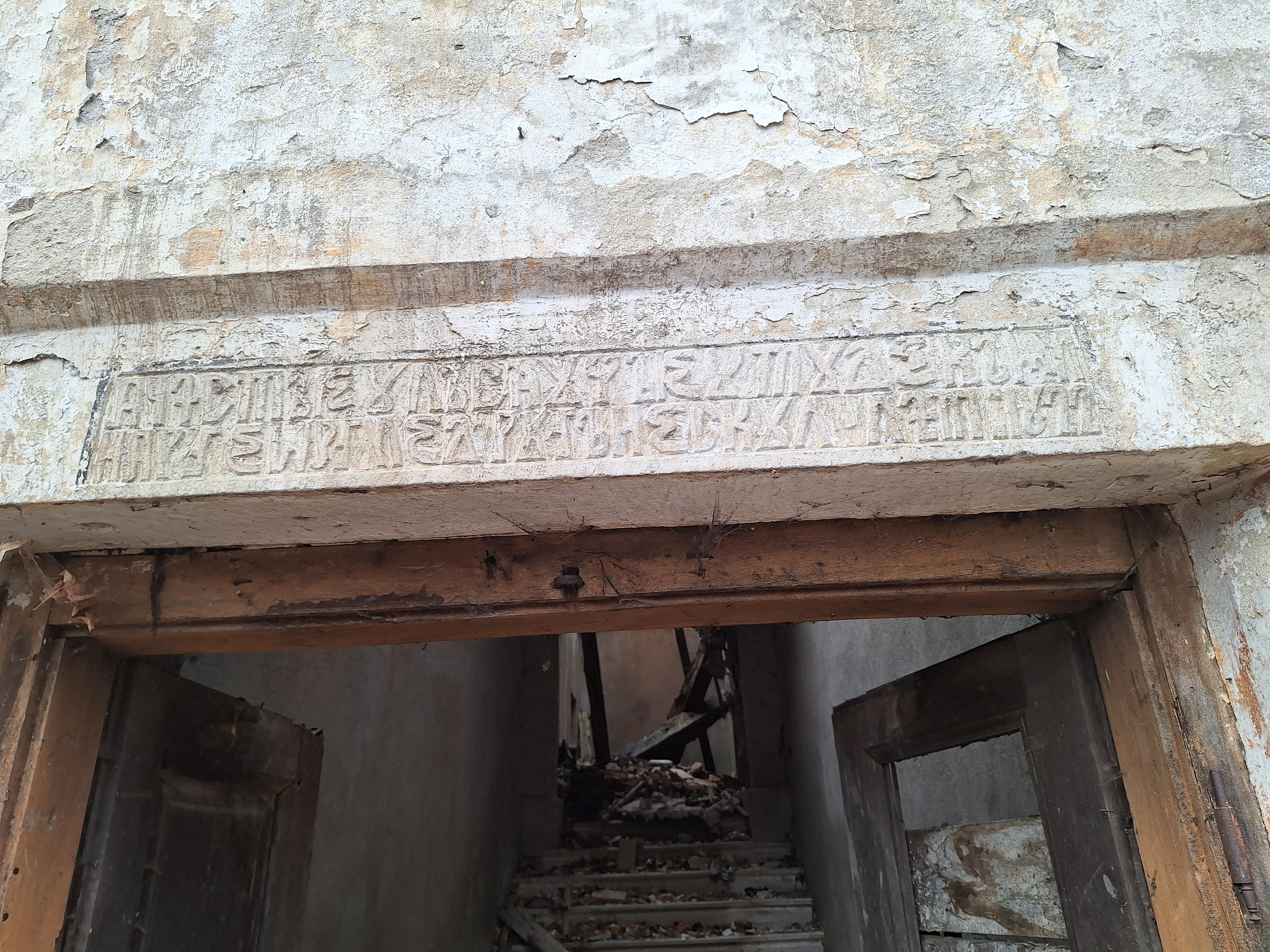
Cula Drugănescu 2024 - Pisania de deasupra ușii
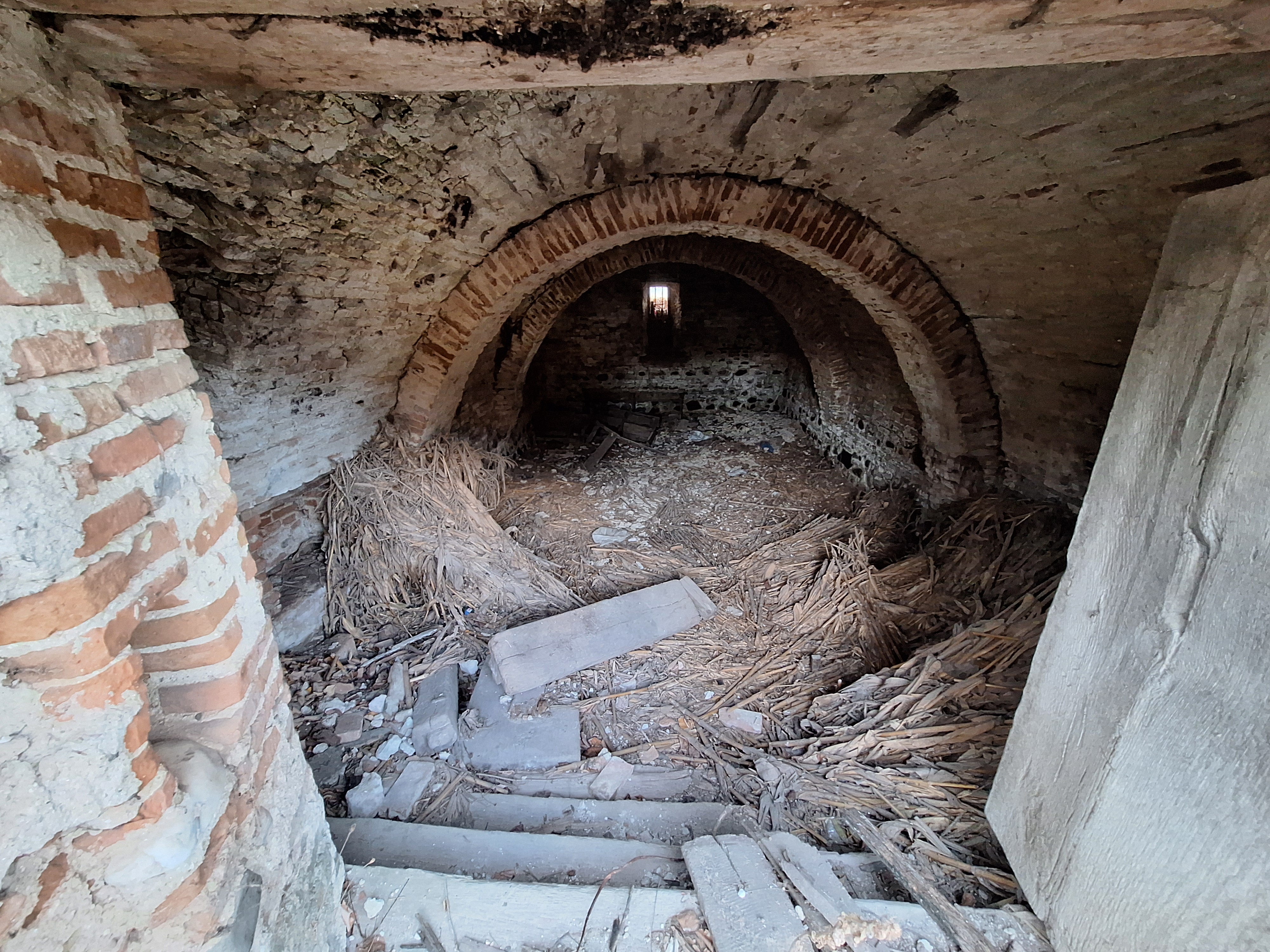
Cula Drugănescu 2024 - Beciul clădirii